# Pehr Löfling
Pehr (ou Per ou Peter) Löfling (ou Loefling) également connu sous le nom de Pedro Loefling, est un  botaniste suédois, né le 31 janvier 1729 à Tolvfors dans la paroisse de Valbo (province suédoise de Gästrikland) et décédé  le 22 février 1756 à San Antonio de Caroní (Guyane vénézuélienne).
Disciple préféré et collaborateur de Carl von Linné, il s'est distingué dans l'exploration de la faune et de la flore du Venezuela, étant l'un des premiers scientifiques européens à étudier la biologie de cette région d'Amérique du Sud. Il a visité ce territoire en étant intégré à la Commission espagnole de démarcation, créée à la suite du Traité de Madrid du 13 janvier 1750 pour fixer la frontière entre les possessions portugaises et espagnoles dans les bassins de l'Orénoque et de l'Amazonie. Il est décédé à 27 ans, victime du paludisme.

## Biographie

### Jeunesse et études
Pehr Löfling, fils du comptable Erik Löfling et de Barbro Strandman, est né le 20 janvier 1729 à Tolvfors, en Suède. Il a un précepteur et fait donc sa scolarité à la maison, avant d'entrer à l'université d'Uppsala le 11 février 1743. D'abord inscrit en théologie, il se concentre finalement plutôt sur les sciences naturelles et la médecine, suivant notamment les cours de Carl von Linné (1707-1778). Il travaille comme percepteur du fils de ce dernier et est, en échange, nourri et logé. Il aide également Linné à entretenir son jardin botanique. Il passe son baccalauréat de philosophie en 1749 et obtient son doctorat en médecine en 1751. La même année, il est reçu membre de l'Académie royale des sciences de Suède.

### L'expédition dans l'Orénoque
Le 16 mai 1751, Pehr Löfling quitte Göteborg et se rend à Porto, au Portugal, à bord d'un navire de la Compagnie suédoise des Indes orientales, puis à Madrid, en Espagne, par voie de terre pour apprendre l’espagnol et pour collecter des plantes et diffuser le modèle de classification botanique de Linné. Il constitue un grand herbier pendant cette période.
Il prend part à l’expédition d’exploration des limites de l'Orenoque organisée par le roi d'Espagne Fernando VI pour régler les différends continus entre l'Espagne et le Portugal à propos des territoires du nord de l'Amérique du Sud. Il quitte donc Madrid le 20 octobre 1753 et arrive à Cadix le 5 novembre. L'expédition dirigée par Jose Iturriaga (es) comprenait une équipe de naturalistes sous la direction de Pehr Löfling. Il a toujours montré un intérêt pour le Nouveau Monde, influencé par son professeur. Linné lui-même lui a écrit en apprenant sa nomination: «Toute la merveilleuse Amérique sera décrite par vous, que le destin vous a réservé les siècles et votre temps. Qui pourrait être avec vous pour une seule journée, dans le plus merveilleux des paradis! »
Le 15 février 1754, l'expédition partit du port de Cadix pour le Venezuela dans la frégate "Inmaculada Concepción" avec un autre navire, le "Santa Ana". Ils arrivèrent à Cumaná (capitale de Nueva Andalucía) en avril de la même année. Pendant les six mois qui suivent, il entreprend une série d'expéditions botaniques à partir de Cumaná. Après une série de vicissitudes[Lesquelles ?], ils se divisèrent en groupes ayant chacun des parcours différents mais dont la destination finale serait Angostura, en Guyane vénézuélienne. Si la plus grande partie de l'expédition y va par mer, Löfling choisit la voie de terre pour récolter le plus de spécimens possibles. Il remonte  l'Orénoque et traversant l'Amazonie par le canal de Casiquiare récemment découvert. Après être passé dans le rio Negro ils étaient censés se retrouver dans le village de Mariuá[Où ?] avec l'expédition portugaise. Pendant son séjour dans cette région, lui et certains de ses compagnons sont fréquemment tombés malades avec de la fièvre et des vomissements. 
Son séjour sur le territoire vénézuélien sera bref, car deux ans après son arrivée, il mourut à l'âge de 27 ans, sur les rives du fleuve Caroní (au sud-est du Venezuela) dans la Mission de San Antonio del Caroní, le 22 février 1756, des conséquences de fièvres avec vomissements et spasmes.
La commission de délimitation espagnole prend fin en juin 1760, sans pratiquement aucun contact avec la commission portugaise chargée des mêmes missions. Le traité d'El Pardo, signé le 12 février 1761, annule toutes les décisions signées dans le traité de Madrid. La division territoriale a été reportée, bien que la présence espagnole ait été consolidée après la signature d'accords avec les autochtones de l'Alto Orinoco.

### Les travaux botaniques
Les descriptions botaniques faites par Pehr Löfling pendant son séjour sur les terres américaines ont été manuscrites dans sa "Flora Cumanensis", 375 feuilles avec environ 300 descriptions de plantes et l'œuvre "Quina de la Guayana".
À partir des descriptions des terres péninsulaires et américaines de Löfling auxquelles il eut accès, Carolus Linnaeus publie à Stockholm, en 1758, une œuvre, qu'il attribua à titre posthume à Pehr Löfling intitulée Iter Hispanicum, eller resa til Spanska Länderna uti Europa och America 1751 til 1756 (Voyage espagnol, ou voyage dans les pays espagnols d'Europe et d'Amérique 1751 à 1756).
Linné lui dédie le genre botanique Loeflingia de la famille des Caryophyllaceae.

### Les travaux zoologiques
Les études zoologiques de Löfling, en particulier en ichtyologie, ont eu des répercussions, bien que modestes, sur l'œuvre de Carl von Linné. L'un des manuscrits produits par cette expédition, intitulé Ichtyologia orinocensis, décrit une cinquantaine d'espèces de poissons, ainsi que quelques reptiles et oiseaux. Malgré l'écriture du manuscrit ressemblant à celle de Juan de Dios Castel, il ne fait aucun doute qu'il contient une partie des œuvres de Pehr Löfling.

## Traces et archives de Pehr Löfling
Les archives du Jardin botanique royal de Madrid conservent le fonds Expedición de Límites al Orinoco - Pehr Löfling (1743-1766), composé de 5 boîtes et 200 dessins, principalement botaniques et zoologiques. Ils font partie de la documentation générée par Pehr Löfling lors de sa visite en Espagne, principalement des travaux scientifiques réalisés lors de l'expédition au Venezuela et faisant référence aux thèmes de la botanique et de la zoologie.
Le nom de Pehr Löfling est rappelé dans la toponymie de plusieurs endroits au Venezuela, notamment le Colegio Loefling, à Puerto Ordaz. L'endroit où il a été enterré, aujourd'hui appelé Las Ruinas de Las Misiones del Caroní, est situé sur les rives de la rivière Caroní, à environ 25 km de l'embouchure, et est visitable. Il est enterré au pied d'un oranger à côté de l'église de la mission de Santa Eulalia de Merecuri, à Ciudad Guayana.